# Legislatywa (1791)

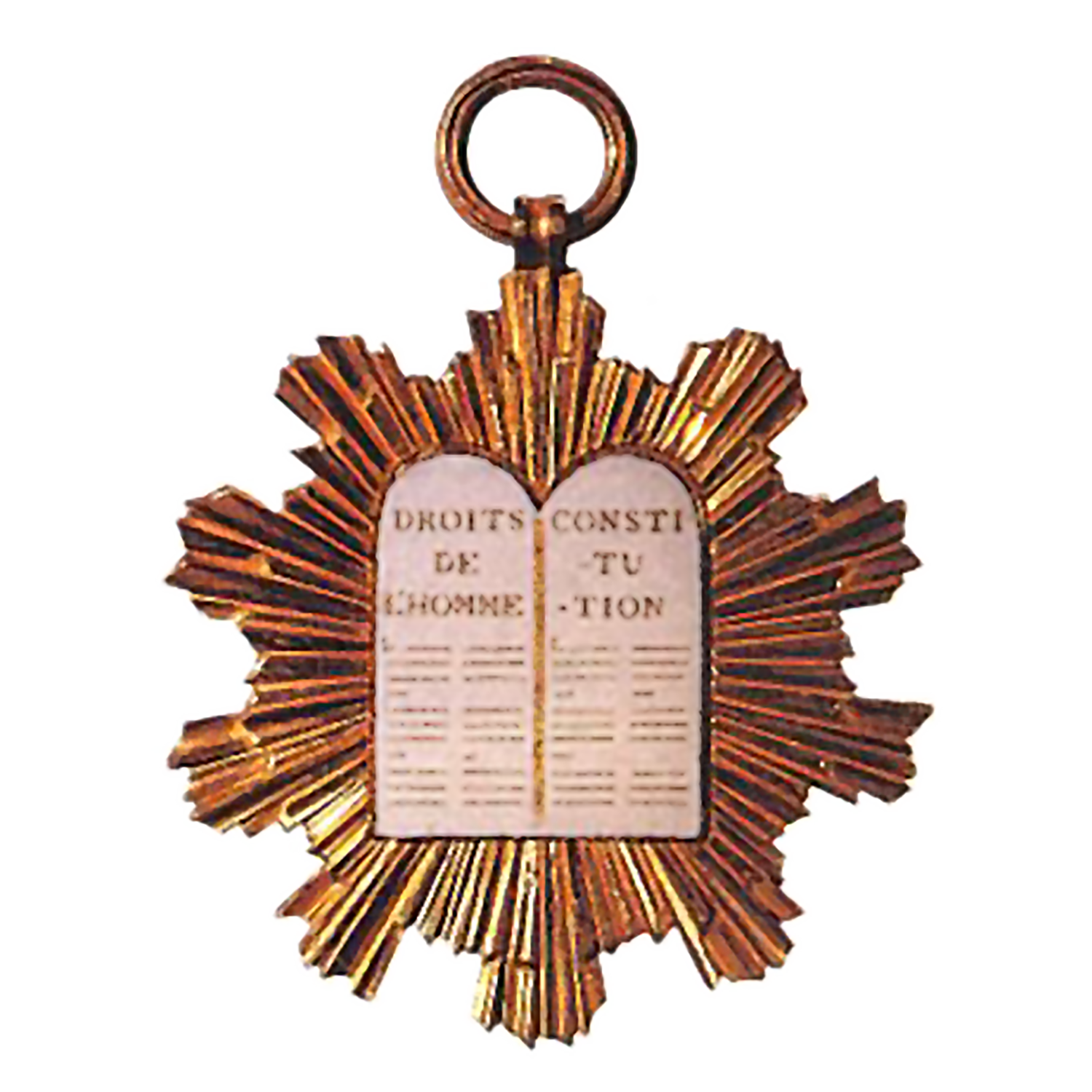
Medal zgromadzenia prawodawczego

Zgromadzenie Prawodawcze (fr. Assemblée Législative), zwane potocznie Legislatywą, stanowiło francuską władzę ustawodawczą w okresie rewolucji francuskiej. Działało w okresie od 1 października 1791 roku, do 20 września 1792 roku. Zostało powołane na podstawie Konstytucji przyjętej 3 września 1791 roku. Rozwiązane zostało, ustępując miejsca Konwentowi Narodowemu. Skład izby został wybrany w powszechnych wyborach. Składał się z 745 deputowanych. Feuillanci zdobyli 264 miejsc, centrum („Bagno”) 345 miejsc, a „Góra” (jakobini, kordelierzy, żyrondyści) 136 miejsc.